# District de Yunlong
Pour les articles homonymes, voir Yunlong.
Le district de Yunlong (云龙区 ; pinyin : Yúnlóng Qū) est une subdivision administrative de la province du Jiangsu en Chine. Il est placé sous la juridiction de la ville-préfecture de Xuzhou.